# Klaus Simon
Klaus Simon (Bad Godesberg, 1949) is een Duitse beeldhouwer.

## Leven en werk
Simon bezocht in 1975 de Fachhochschule für Kunst und Design in Keulen en studeerde van 1976 tot 1982 aan de kunstacademie van Düsseldorf, waaraan hij van 1983 tot 1986 als docent beeldhouwkunst verbonden was. Hij werd in 1984 uitgenodigd voor deelname aan de Biënnale van Venetië en kreeg in hetzelfde jaar een beurs van het Kunstfonds Bonn. Hij kreeg in 1986 de Förderpreis Bildende Kunst der Stadt Düsseldorf en had in 1992 een overzichtstentoonstelling in het Lehmbruck-Museum in Duisburg.
Van 1991 tot 1995 was hij docent aan het Institut Nationale Supérieure des Arts et de l'Action Culturelle (INSAAC) in Abidjan (Ivoorkust). Simon nam deel aan beeldhouwersymposia in onder andere Ettlingen in 1988 (met Werner Pokorny, Timm Ulrichs en Hüseyin Altin), Weingarten 1992 in Weingarten, Natur zeichen - Zeichen in der Natur (1996) in Michelstadt-Steinbach, MenschenSpuren 2002 in het Neandertal en Heidenheim 2004 in Heidenheim an der Brenz.
De beeldhouwer, die vooral werkt met steen en hout, woont en werkt in Krefeld.

## Werken (selectie)

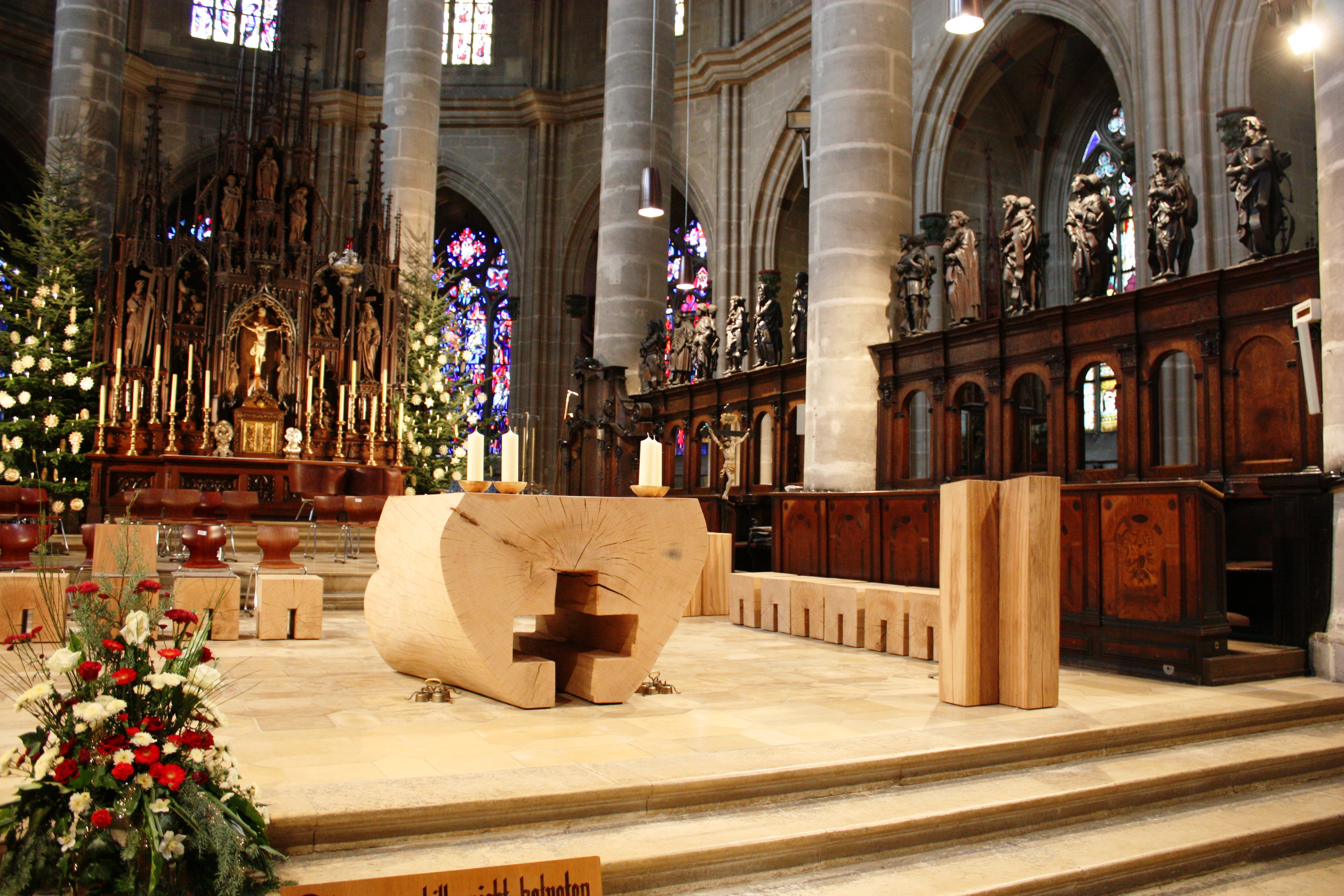
Altar in Heilig-Kreuz-Münster te Schwäbisch Gmünd

- Draußen ist in der Statdt (1986), Skulpturenpark Schloß Philippsruhe in Hanau
- Fünf Finger einer Hand, fünf Wände zum Pentagramm (1987), Stadtgarten in Essen
- Ulmensterben - altaar (1988), Kunststation St. Peter in Keulen
- Kopfholz (1989/90), collectie Lehmbruck-Museum in Duisburg
- Skulptur für einen Baum (1989/90), Beeldenpark van het Lehmbruck-Museum in Duisburg
- Im Gesteins - unter N.N. (2001), buitencollectie LVR-LandesMuseum Bonn in Bonn
- Belastung[1] (2004), Bildhauersymposium Heidenheim
- Raum der Stille[2] (2004) in het Oscar-Romero-Haus in Oldenburg
- Das 2. Schiff (2004), Skulptur im Kurpark in Wiesbaden
- CALX (2005) en CALX deel 2 (2006), Kunstweg MenschenSpuren in het Neandertal niet ver van Düsseldorf
- Schienendrehkreuz, Altar und Bänke[3], Raum der Sprachlosigkeit en Kreuz[4] (2007), Kapelle - Gedenkstätte Esterwegen in Esterwegen
- Altar (2009), Heilig-Kreuz-Münster in Schwäbisch Gmünd
- Altar[5] (2011), Namen-Jesu-Kirche in Bonn

## Fotogalerij

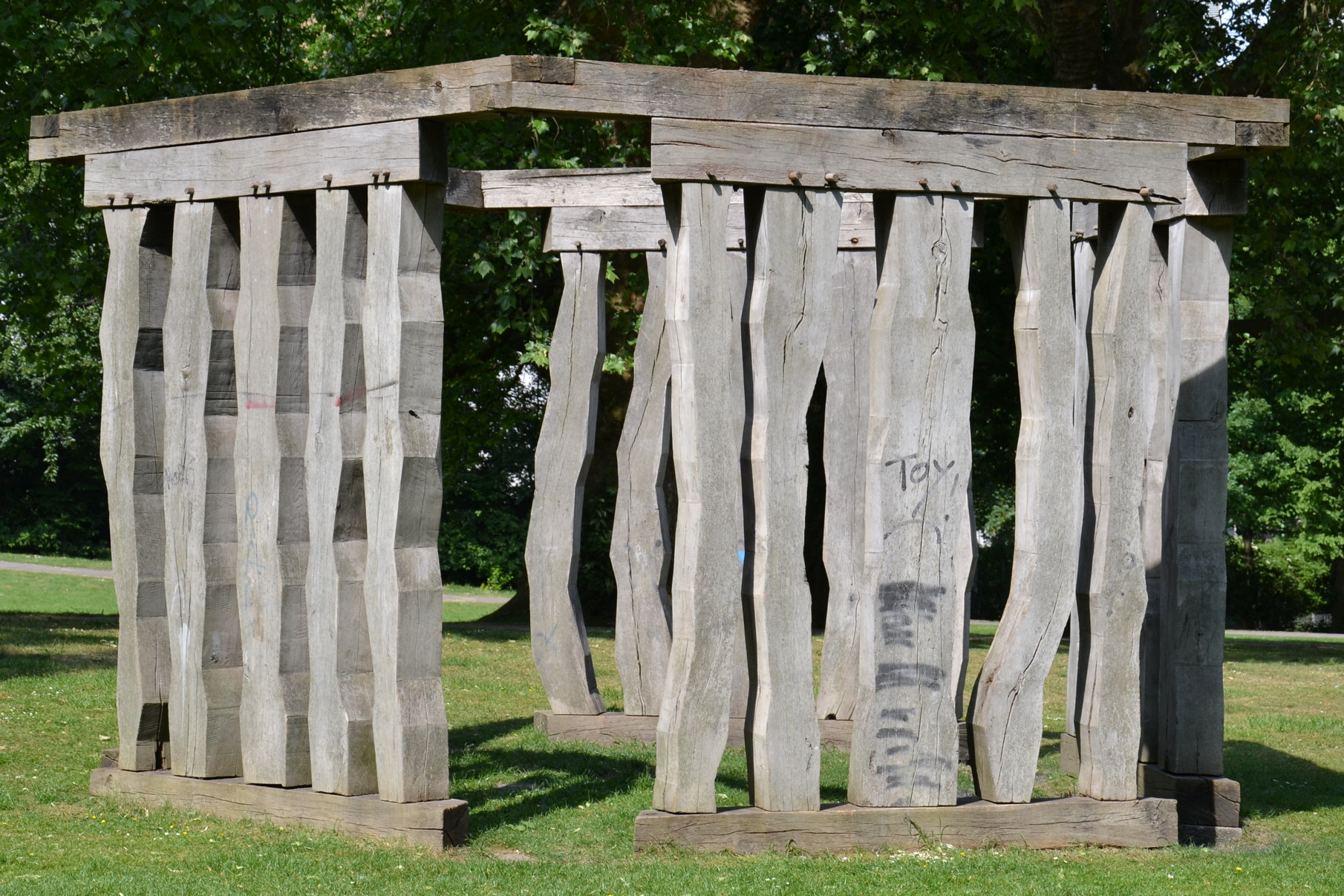
Fünf finger einer Hand, fünf Wände zum Pentagramm, Essen
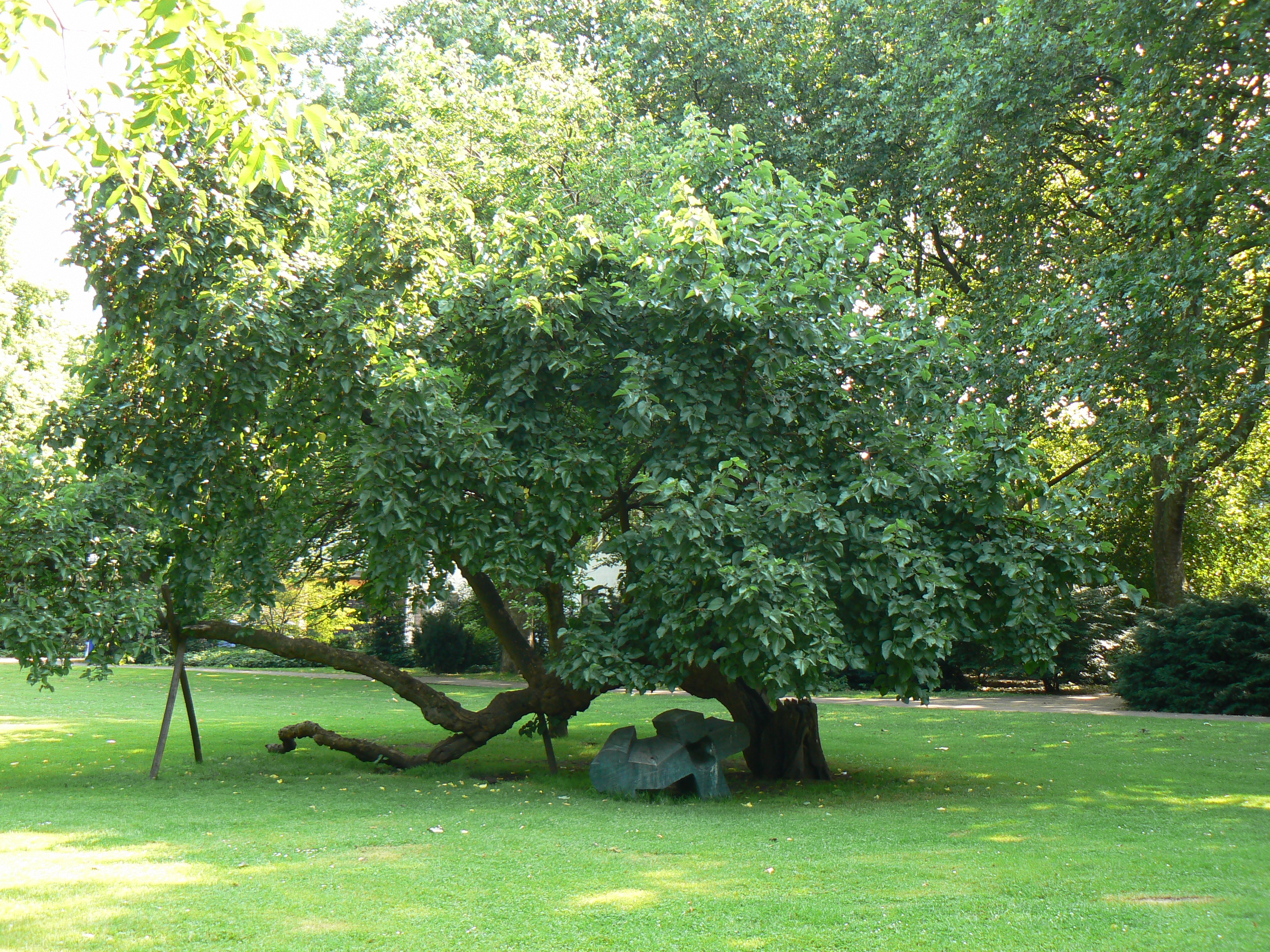
Skulptur für einen Baum, Duisburg
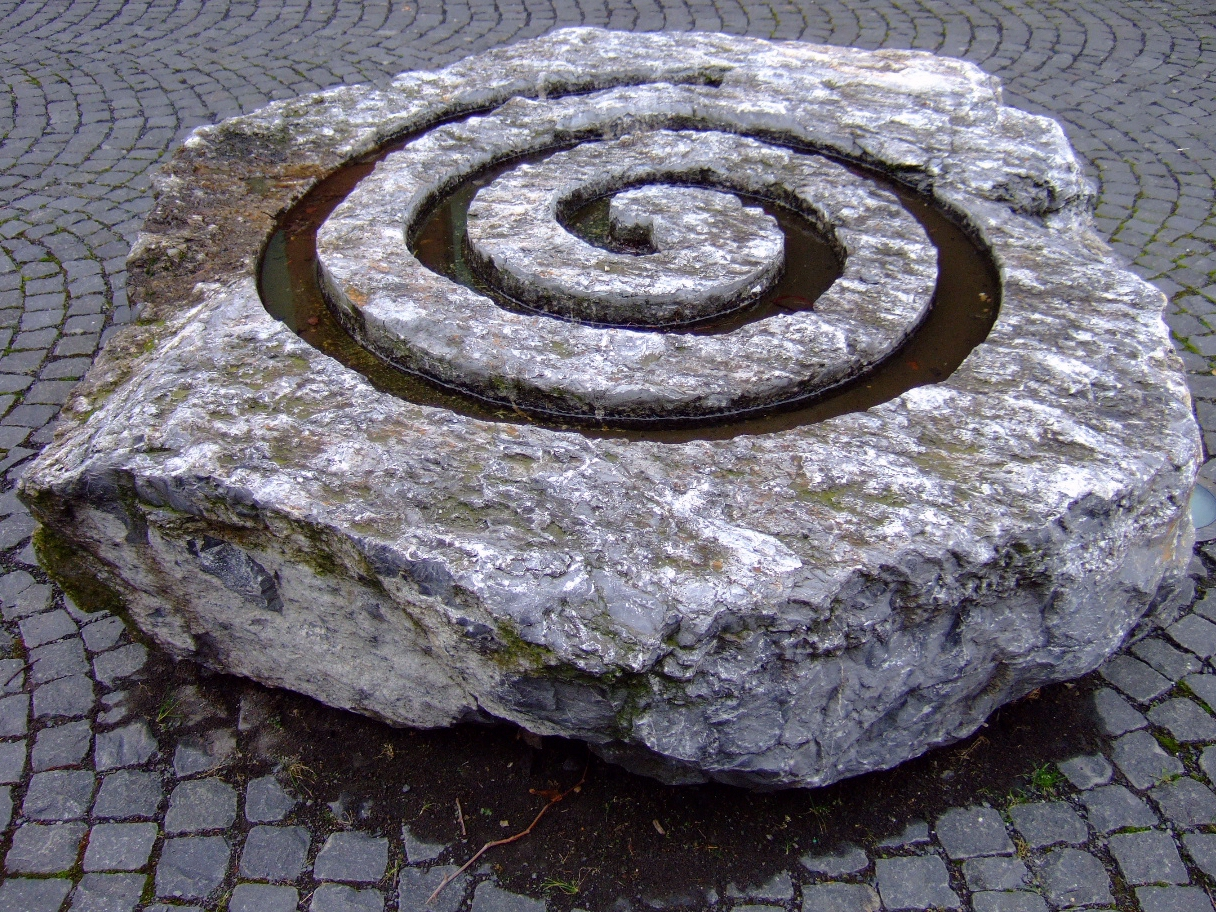
Im Gesteins - unter N.N., Bonn
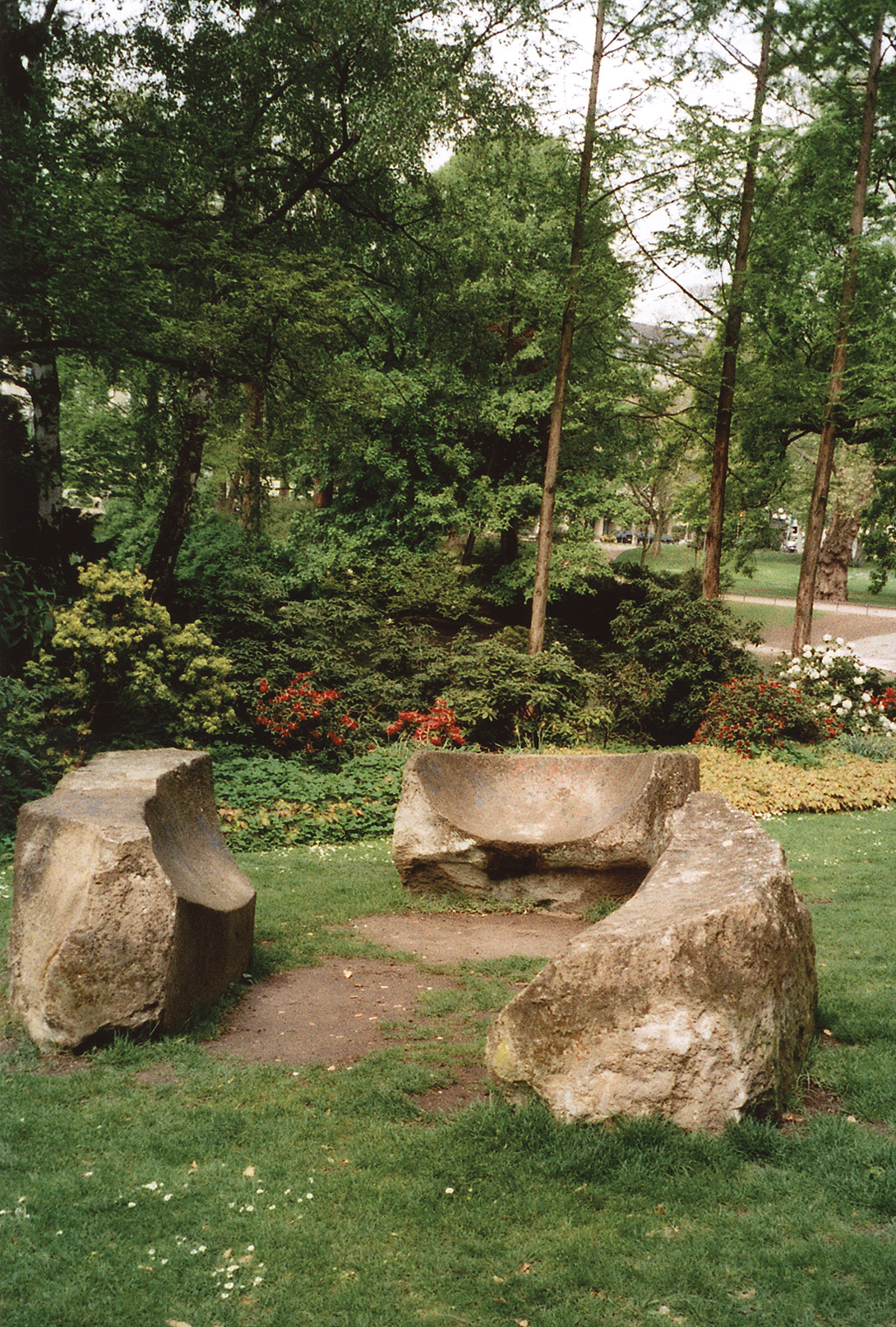
Das 2. Schiff, Wiesbaden
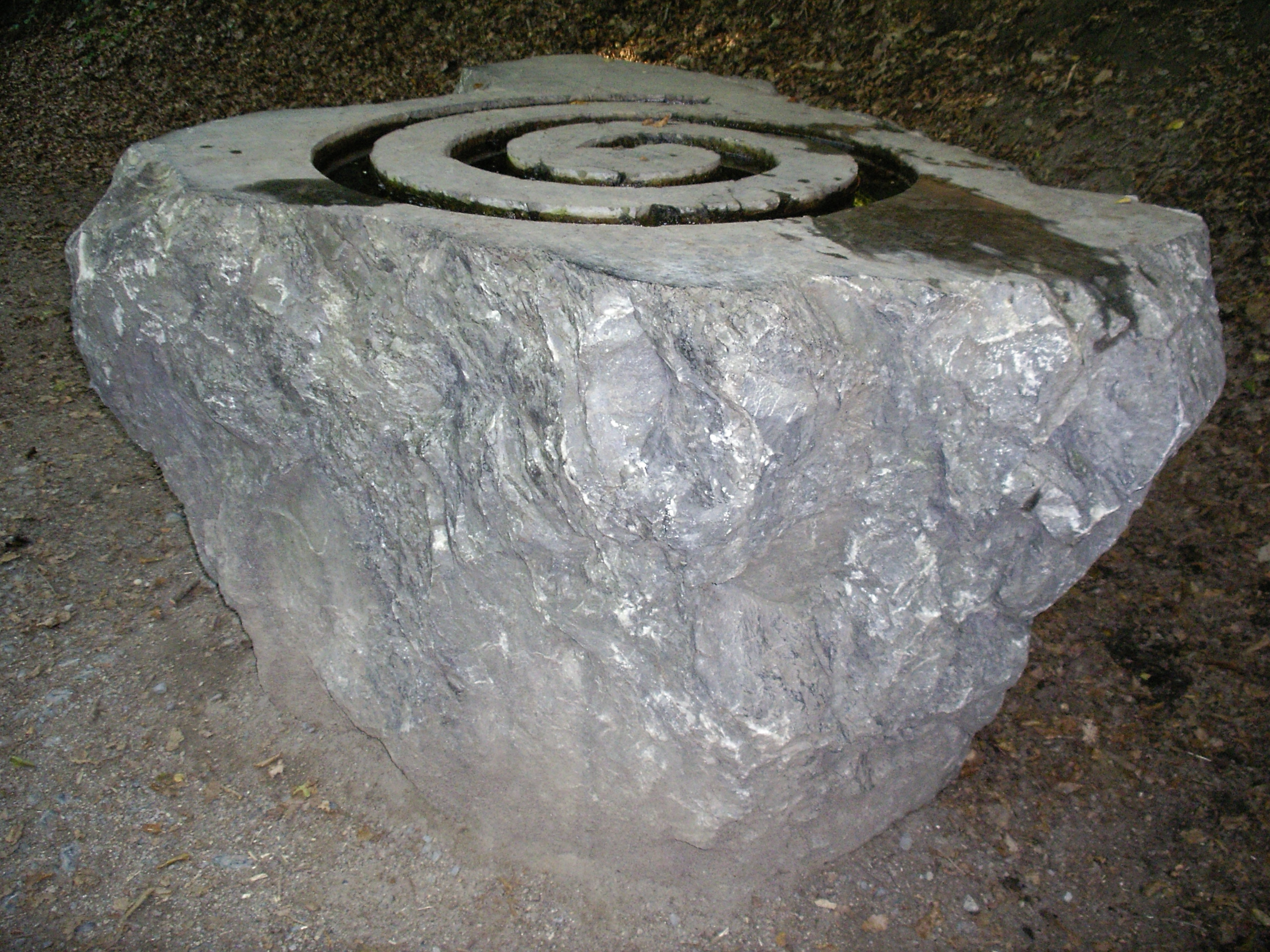
CALX, MenschenSpuren
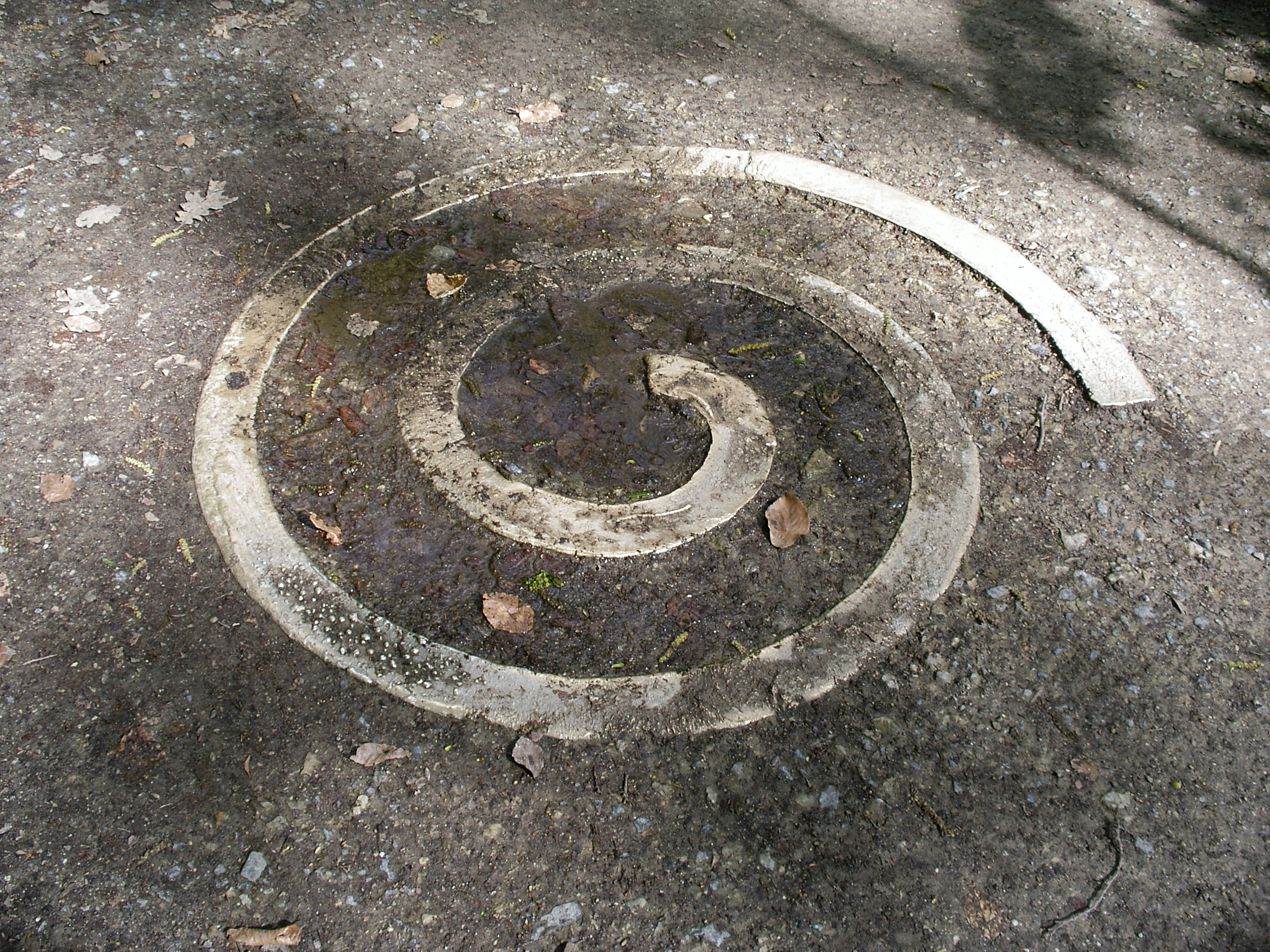
CALX - deel 2, MenschenSpuren